# Afrofuturismo

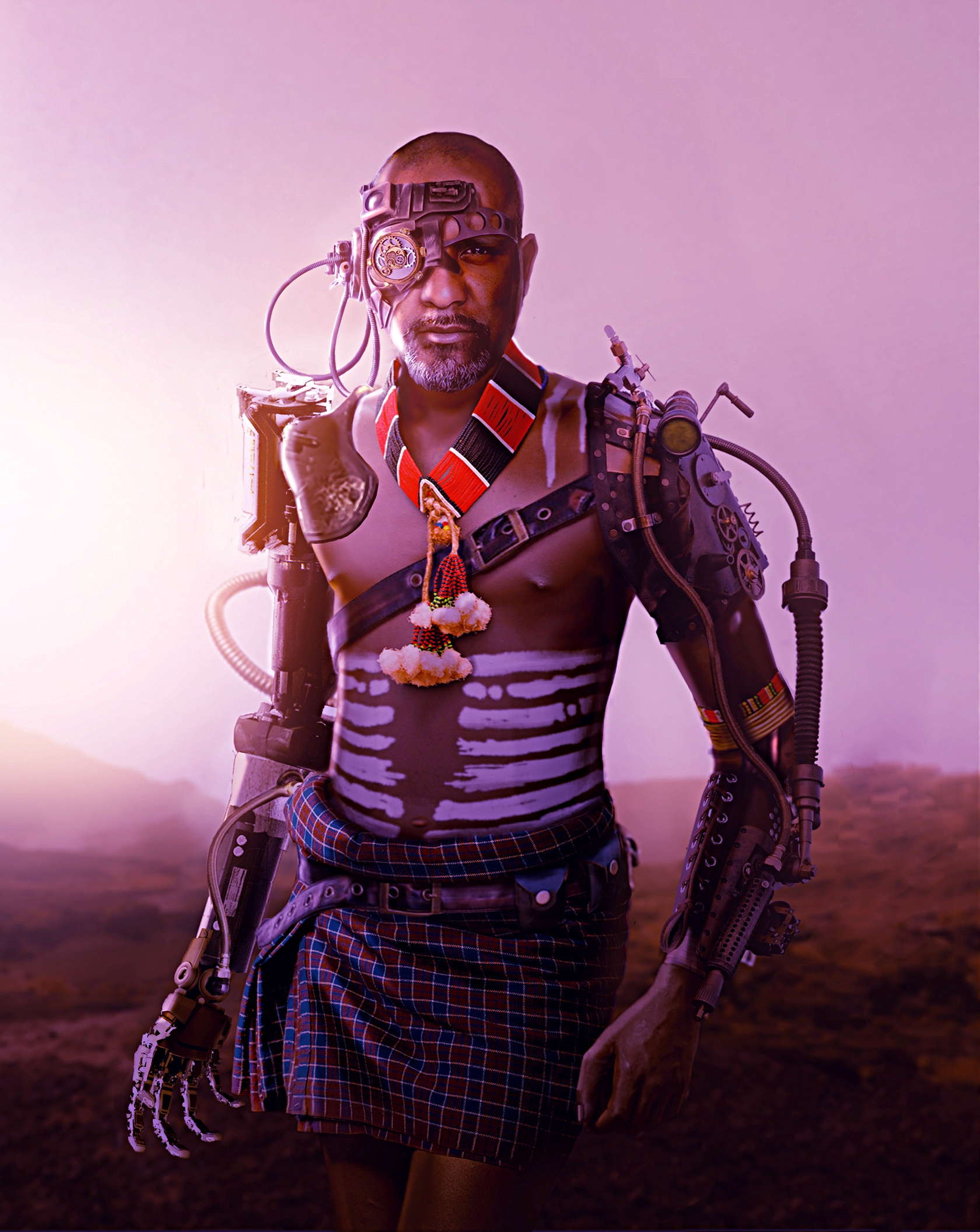
Serengeti Cyborg (2020), ilustración por Fanuel Leul, artista etíope.

Afrofuturismo es un tipo de estética literaria y cultural que combina elementos de ciencia ficción, ficción histórica, fantasía y realismo mágico con cosmogonías no occidentales. El movimiento también ha sido definido por la autora y cineasta Ytasha L. Womack, como la exploración de «la intersección entre cultura negra, tecnología, liberación e imaginación, con una pizca de misticismo también. […] Es una forma de unir el futuro con el pasado y, en esencia, de ayudar a reinventar la experiencia de las personas de color». Su objeto es criticar no solo la problemática actual de los negros sino también revisar, cuestionar y reexaminar los eventos del pasado.
Aunque el término no apareció hasta 1993 gracias al crítico de la tecnocultura Mark Dery y no fue profundizado hasta los años 90 por Alondra Nelson, la ciencia ficción ha formado parte de la producción artística y literaria afro-estadounidense desde sus inicios, y pueden trazarse, a través de los lienzos de Jean-Michel Basquiat, el rock psicodélico de Jimi Hendrix, la prosa de Ralph Ellison y el jazz vanguardista de Miles Davis, hasta George S. Schuyler y su novela satírica Black No More (1931), en la que un médico instala en el centro de Harlem, una clínica para transformar a las personas negras en blancas con un novedoso tratamiento.

## Historia

### Desarrollo durante el siglo XX
Aunque el afrofuturismo fue nombrado hasta 1993, los estudiosos dicen que la música, arte y textos afrofuturistas se volvieron algo más común y conocido a finales de los años cincuenta. El acercamiento afrofuturista a la música se dio por primera vez por Sun Ra. Nacido en Alabama, la música de Sun Ra surgió en Chicago a mediados de los años 1950, cuando junto con la Arkestra comenzó a grabar música resultado del hard bop y los recursos modales, creando una nueva síntesis que utilizaba títulos con temas afrocentristas y del espacio para reflejar el vínculo de Ra con la cultura africana, especialmente la egipcia, y la llegada de la Era Espacial.
Durante muchos años, Ra y sus compañeros de banda vivieron, trabajaron y se presentaron en Filadelfia mientras participaban en festivales a nivel mundial. La película de Ra Space Is the Place muestra a The Arkestra en Oakland a mediados de los años setenta con atuendos espaciales, repletos con utilería de ciencia ficción junto con otros materiales cómicos y musicales. Para 2018 la banda todavía compone y se presenta, bajo la dirección de Marshall Allen.
Las ideas afrofuturistas fueron retomadas en 1975 por George Clinton y sus bandas Parliament y Funkadelic con su obra maestra Mothership Connection y las subsecuentes The Clones of Dr. Funkenstein, P Funk Earth Tour, Funkentelechy Vs. The Placebo Syndrome, y Motor-Booty Affair.
Otros músicos a los que se les atribuyen influencias afrofuturistas incluyen a los productores de reggae Lee «Scratch» Perry y Scientist, los artistas de hip-hop Afrika Bambaataa y Tricky, músicos electrónicos como Larry Heard, A Guy Called Gerald, Juan Atkins, Jeff Mills, Newcleus y Lotti Golden & Richard Scher, los escritores de Light Years Away, descrita como «el inicio del beatbox afrofuturista de los años ochenta».

## Ejemplos de afrofuturismo en la cultura popular

### Música
| - Afrika Bambaataa - Alice Coltrane - Bernie Worrell - Black Alien - BNegão - Bootsy Collins - Cybotron - Chico Science - Deltron 3030 - Fábio Kabral - Newcleus - Mitsuruggy - Jonzun Crew - Del the Funky Homosapien - Derrick May - Digable Planets - Planet Patrol - DJ Spooky - Duruyae - Drexciya - George Clinton - Shafiq Husayn - Janelle Monáe | - Erik Urano - Fausto Fawcett - Juan Atkins - Frank T - Kool Keith - Sun Ra - Jimi Hendrix - Herbie Hancock - Mahal Reis - Miles Davis - Nação Zumbi - Kode9 - Ras G - Count Weevil - Occubus Jive - Lost Children of Babylon - Outkast - Tim Maia - Wu-Tang Clan |

### Artistas visuales
- Fatimah Tuggar
- Keith Piper
- Rammellzee
- Jean-Michel Basquiat

### Escritores
| - LeVar Burton - Octavia E. Butler - Samuel R. Delany - Mark Dery - Kodwo Eshun - John M. Faucette - Fausto Fawcett - Nalo Hopkinson - Anthony Joseph | - Paul D. Miller - Walter Mosley - Alondra Nelson - Ishmael Reed - Don Sakers - George Schuyler - Alexander G. Weheliye - N. K. Jemisin - Nnedi Okorafor |

### Cine
| - Space Is the Place - The Brother from Another Planet - The Last Angel Of History - Night of the Living Dead - Enemigo mío - The Meteor Man | - Gayniggers from Outer Space - Born in Flames - Alien Nation - The Chronicles of Riddick - Black Panther |

### Ficción
| - Aftermath - Apex Hides the Hurt - Black Empire - Black No More - Blue Light - Brown Girl in the Ring - The African Origins of UFOs | - Dark Matter series - Futureland - El hombre invisible - Kindred - The Intuitionist - The Parable of the Sower - The Parable of the Talents |

### Televisión
- Cosmic Slop
- Star Trek: Deep Space Nine
- Day Break
- M.A.N.T.I.S.

### Novela gráfica
- Afro Samurai
- Green Lantern (John Stewart)
- Black Lightning
- Cyborg
- Steel or John Henry Irons
- Máquina de Guerra
- Firestorm
- Bishop

### Videojuegos
- ToeJam & Earl

### Otros (conceptos, objetos, temas, personajes)
- P-Funk Mothership
- The Mother Plane
- The Dogon People and Sirius
- Moonwalk
- The Robot
- Lando Calrissian
- Mace Windu